# Ringresonator

Skizze eines Ringresonators als Laser

Ein Ringresonator ist ein optischer Resonator, der Anwendung in der Lasertechnik findet und meist direkt als Laserresonator verwendet wird.

## Aufbau
Im Gegensatz zu einem linearen Resonator mit nur zwei Spiegeln besteht ein Ringresonator typischerweise aus vier Spiegeln, die den Laserstrahl auf einen geschlossenen Weg lenken. Dabei können die Laserstrahlen auf sich kreuzende Wegen („Sanduhr“) geleitet werden oder auf einen Weg in Form eines „Vierecks“.

## Vor- und Nachteile
Durch Verwendung eines Ringresonators beim Aufbau eines Laser lässt sich das sogenannte räumliche Lochbrennen verringern, da sich beim Ringresonator keine stehende Welle ausbildet, sondern eine fortlaufende Welle. Weiterhin ist der Einmodenbetrieb (nur eine einzige Frequenz im Laserlicht) mit weniger frequenzselektiven Elementen zu erreichen.
Anwendung findet er zum Beispiel im Laserkreisel.

## Weiterführendes
- F. Kneubühl, M. Sigrist: Laser. 7. Auflage. Vieweg+Teubner, Zürich 2008, ISBN 978-3-8351-0145-6.
- Laser Resonators in der Encyclopedia of Laser Physics and Technology (englisch)
- Ring Lasers in der Encyclopedia of Laser Physics and Technology (englisch)